# Saropogon perlatus
Saropogon perlatus är en tvåvingeart som beskrevs av Costa 1884. Saropogon perlatus ingår i släktet Saropogon och familjen rovflugor. Inga underarter finns listade i Catalogue of Life.